# Directory Utility
Directory Utility — утиліта в Mac OS X, призначена для налаштування з'єднань зі службою каталогів
В OS X v10.6 до v10.9, каталог Утиліта знаходиться в /System/Library/CoreServices
В OS X v10.10 програма Directory Utility переїхав в /System/Library/CoreServices/Applications.
До Mac OS X v10.5 утиліта називалася Directory Access.